# Žepa (Fluss)
Die Žepa (kyrillisch Жепа) ist ein kleiner Fluss im Osten von Bosnien und Herzegowina. Sie entspringt beim Dorf Kusače wenige Kilometer südöstlich von Han Pijesak auf etwa 1000 m Höhe am Südhang des Berges Žep. Die Žepa fließt dann in südöstlicher Richtung durch eine dünn besiedelte Mittelgebirgslandschaft, wobei ihr Tal kurz vor dem gleichnamigen Ort von Felsklippen gesäumt wird.
Etwas unterhalb von Žepa überspannt die durch Ivo Andrić beschriebene Brücke über die Žepa eine Klamm des Flusses. Die Brücke befand sich ursprünglich nahe der Mündung in die Drina, wurde jedoch 1966–68 abgebaut und an der heutigen Stelle wieder errichtet, da die alte Stelle durch eine Talsperre überstaut werden sollte.
Beim Dorf Slap mündet die Žepa von links in die zum Perućacsee angestaute Drina.

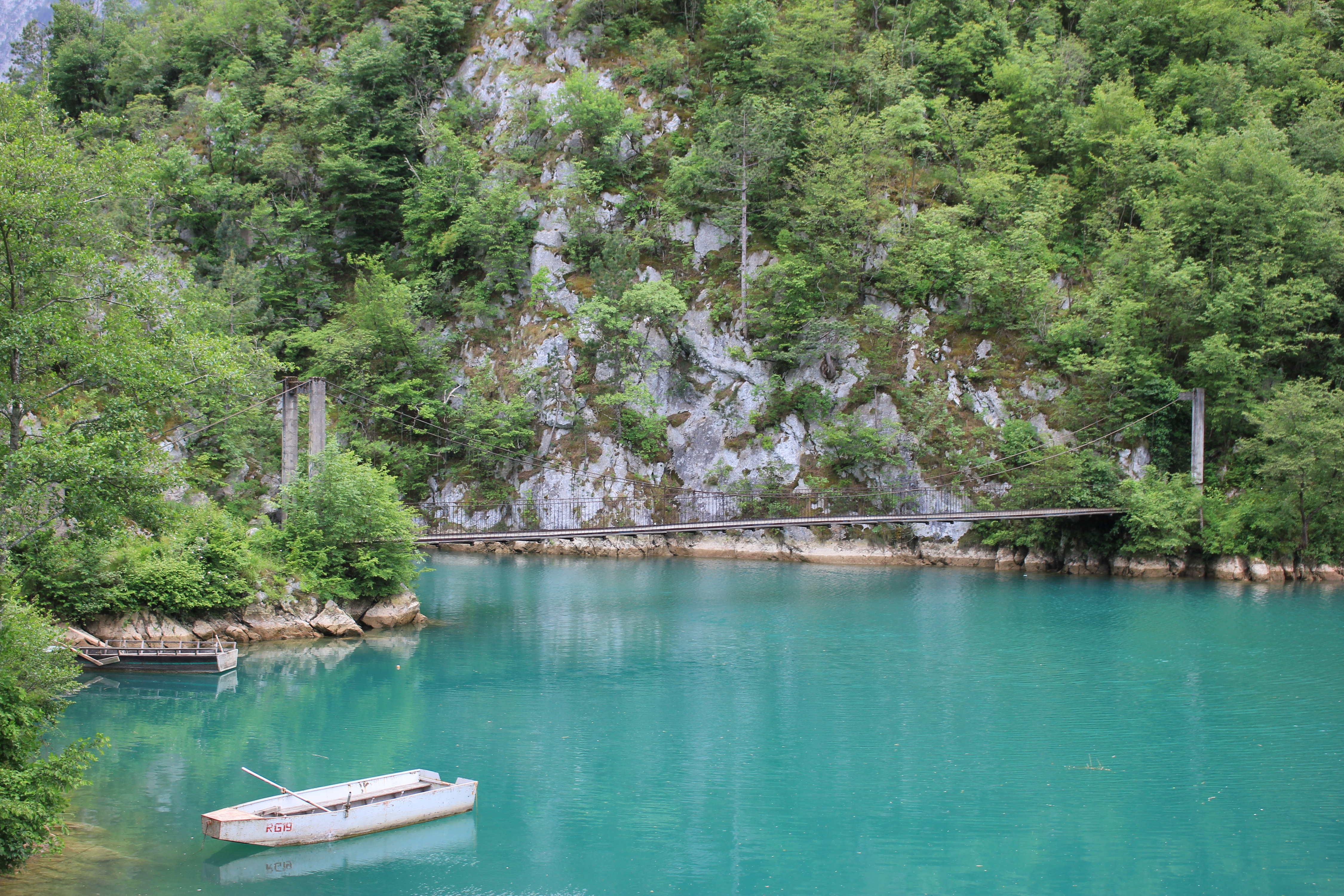
Die Žepa an der Mündung in den Drinastausee in Slap